# سنجاب‌ماهی (سرده)
سنجاب‌ماهی (سرده) (نام علمی: Holocentrus) نام یک سرده از تیره سنجاب‌ماهیان است.